# Kennedy Mweene
Kennedy Mweene (Lusaka, 11 dicembre 1984) è un ex calciatore zambiano, di ruolo portiere.

## Carriera

### Nazionale
È il portiere titolare dello Zambia sin dal suo debutto nel 2004. Ha partecipato alle edizioni 2006, 2008, 2010, 2012 e 2013 della Coppa d'Africa.
Ha segnato uno dei rigori decisivi per la vittoria del titolo di campione Africano del 2012.
Nella fase a gironi della Coppa delle nazioni africane 2013 si incarica di tirare un calcio di rigore nella partita della seconda giornata contro la Nigeria: segna anche in questo caso e fissa il punteggio finale sull'1-1.

## Palmarès

### Club

#### Competizioni nazionali
- Premier Soccer League (Sudafrica): 2

Mam. Sundowns: 2013-2014, 2015-2016
- Coppa di Lega sudafricana: 1

Mam. Sundowns: 2015

#### Competizioni internazionali
- CAF Champions League: 1

Mam. Sundowns: 2016
- Supercoppa CAF: 1

Mamelodi Sundowns: 2017

### Nazionale
- Coppa d'Africa: 1

2012